# Lezey
Lezey là một xã trong vùng hành chính Lothringen, thuộc tỉnh Moselle, quận Château-Salins, tổng Vic-sur-Seille. Tọa độ địa lý của xã là 48° 45' vĩ độ bắc, 06° 37' kinh độ đông. Lezey nằm trên độ cao trung bình là 250 mét trên mực nước biển, có điểm thấp nhất là 200 mét và điểm cao nhất là 262 mét. Xã có diện tích 7,51 km², dân số vào thời điểm 2005 là 115 người; mật độ dân số là 15,1 người/km². Lezey nằm khoảng 8 km về phía đông của Vic-sur-Seille.

## Thông tin nhân khẩu
| 1926 | 1946 | 1962 | 1968 | 1975 | 1982 | 1990 | 1999 |
| ---- | ---- | ---- | ---- | ---- | ---- | ---- | ---- |
| 150  | 98   | 128  | 131  | 112  | 110  | 91   | 99   |